# Palaeoniscum
Palaeoniscum (van Grieks: παλαιός palaiós, 'oud' en Grieks: ὀνίσκος onískos 'kabeljauwvis' of 'pissebed') is een geslacht van uitgestorven straalvinnige beenvissen uit het Laat-Perm (Guadalupien-Lopingien) van Engeland, Duitsland, Turkije, Noord-Amerika en Groenland, en mogelijk andere gebieden. Het geslacht werd in 1818 als Palaeoniscum benoemd door Henri Marie Ducrotay de Blainville, maar werd later door Blainville en andere auteurs (met name Louis Agassiz) verkeerd gespeld als Palaeoniscus. Palaeoniscum behoort tot de familie Palaeoniscidae. Er zijn ten minste drie soorten in het geslacht benoemd.
De soort Palaeoniscum freieslebeni is vernoemd naar Johann Carl Freiesleben (1774-1846), mijncommissaris van Saksen. Palaeoniscum freieslebeni is het meest voorkomende taxon in het Wuchiapingien van Kupferschiefer en Marl Slate, waar het 80 procent van alle visfossielen uitmaakt. Het geslacht wordt beschouwd als een slecht gedefinieerd prullenmandtaxon.
Van verschillende soorten uit het Paleozoïcum en Mesozoïcum die aan het geslacht Palaeoniscum werden toegeschreven, werd later aangetoond dat ze slechts in de verte verwant waren aan Palaeoniscum freieslebeni. Deze soorten werden vervolgens verwijderd en overgebracht naar andere geslachten, waaronder Acentrophorus, Aeduella, Paramblypterus. De toewijzing van andere soorten aan Palaeoniscum is vaak twijfelachtig en meestal gebaseerd op overeenkomsten met Palaeoniscum freieslebeni.
Palaeoniscum is de naamgevende taxon van de uitgestorven Palaeonisciformes (of Palaeoniscoidei), een polyfyletische groep bestaande uit verschillende oppervlakkig gelijkende maar niet nauw verwante vroege actinopterygische taxa. Palaeonisciformes wordt naar moderne taxonomische maatstaven beschouwd als een prullenbaktaxon.

## Beschrijving
Palaeoniscum had een torpedovorm, een hoge, voorbij het midden geplaatste rugvin en een gevorkte staart waarvan de bovenste lob het grootst was. De vis was daarmee waarschijnlijk een snelle zwemmer en een jager. De kaken droegen talrijke scherpe tanden, die bij slijtage vervangen werden door nieuwe. De vissen uit dit geslacht bezaten een paar luchtzakken die in verbinding stonden met de keel, en dienst konden doen als zwemblaas. Ze werden tot zo'n 30 cm lang.

## Naamgeving
De naam van het geslacht werd in 1818 door Henri Marie Ducrotay de Blainville gepubliceerd in deel 27 van de Nouveau Dictionnaire d'Histoire Naturelle. Bij publicatie was het geslacht monotypisch. De enige soort die de Blainville benoemde was Palaeoniscum freieslebeni, en werd vernoemd naar M(onsieur) Freiesleben, auteur van het werk Geognosticher beitrage zur kenntniss der kupferschiefergebirges. In 1833 publiceerde Louis Agassiz in Recherches sur les poissons fossiles een geslacht onder de naam Palaeoniscus, waarvan hij al in de tweede alinea zegt: 'Ce genre comprend les Palaeoniscum et les Palaeothrissum de Bl'. (dit geslacht omvat ook [de geslachten] Palaeoniscum en Palaeothrissum van de Blainville). Daarmee is Palaeoniscus al vanaf de publicatie een jonger synoniem van de naam van de Blainville. Omdat Agassiz ook expliciet de soort Palaeoniscum freieslebeni, het type, in dit geslacht opneemt, is de naam Palaeoniscus niet geldig.

## Taxonomie
Het geslacht Palaeoniscum vormt samen met een zeer groot aantal zustertaxa de naar het geslacht genoemde familie Palaeoniscidae binnen de orde Palaeonisciformes, waaronder Acrorhabdus, Ambodipia, Apateolepis, Atherstonia, Canobius, Cheirolepis, Coccocephalus, Cosmolepis, Cryphiolepis, Cycloptychius, Eurylepidoides, Eurylepis, Glaucolepis, Gonatodus, Guizhouniscus, Gyrolepis, Holurus, Howqualepis, Mesopoma, Myriolepis, Nematoptychius, Oxygnathus, Palaeoniscus, Phanerosteon, Progyrolepis, Pteronisculus, Rhadinichthys, Semionotus brodei, Trachelacanthus, Turfania, Turseodus, Wayaobulepis en Westollia. Naast de typesoort Palaeoniscum freieslebeni zijn de soorten Palaeoniscum blainvillei, Palaeoniscum comtus, Palaeoniscum elegans en Palaeoniscum vratislavensis opgenomen. Synoniemen zijn Eupalaeoniscus, Geomichthys, Palaeoniscus en Palaeothrissum. Vooral de naamvariant Palaeoniscus, geïntroduceerd door Louis Agassiz in zijn revisie en herbeschrijving van het geslacht, was soms wijdverspreid en wordt af en toe nog gevonden.

## Fossiele resten
Vondsten zijn bekend uit Europa (met name Engeland en Duitsland), Groenland en Noord-Amerika (VS).